# Француски културни центар у Београду
Француски културни центар је објекат који се налази у Београду, у улици Змај Јовина 11.

## Историја
Прво француско културно удружење у Београду је основано 1920. године под називом „Друштво пријатеља Француске” или „Француски клуб” који постаје место окупљања елите љубитеља француског језика у главном граду. У исто време је једна француска црквена школа прихватала младе ученике. Други светски рат и окупација доносе крај овој сарадњи и тада нестаје свака француска установа. Ипак, књиге из библиотеке „Француског клуба” остају доступне публици тајно, посредовањем једне локалне библиотеке смештене у улици Змај Јовиној. У мају 1945. једна читаоница се отвара у улици Кнез Михаиловој 20 као претеча Француског културног центра који се од самог оснивања 1951. године уселио у зграду Унион у непосредној близини. Налази се баш у тој згради зато што ју је тридесетих година пројектовала група француских архитеката чија су имена данас изгубљена као седиште осигуравајућег друштва „Унион” основаног 1828. Име друштва, као и датум његовог оснивање су угравирани на врху зграде и представљају једини украс на фасади здања. Излози Француског културни центар су у првим данима НАТО бомбардовања разбијени и делимично су опљачкани, а након тих догађаја у потпуности је обновљен и поново отворен 14. јула 2001. Студенти и професори Филолошког факултета Универзитета у Београду, од којих неки данас раде у Институту, су сачували највећи део фонда библиотеке и пренели га у подруме факултета, а потом вратили у Француски културни центар када је поново почео са радом. Реновирани Француски културни центар је званично отворио 8. децембра 2001. председник Жак Ширак. Током година, као одговор на захтев градских општина и ванинституционалних актера, су отворени огранци у Нишу 2003. и Новом Саду 2004. Француски културни центар је 1. јануара 2011. преименован у Француски институт у Србији, усвајајући назив који је убудуће исти за све установе у свету и од тада чувају слику и сећање на Француски културни центар и предводници су у успостављању француско-српских партнерстава. Промовишу француски језик, организују сусрете и трибине, садрже школе француског језика и медијатеке у Београду, Нишу и Новом Саду, као и дигиталну медијатеку. До сада су одржали преко 180 активности годишње у свим областима са преко 40.000 учесника, објавили су преко 20.000 публикација доступних у медијатеци, садрже мрежу од преко сто културних партнера широм Србије, преко 5000 полазника курсева и корисника медијатеке, више од 1600 ученика и преко 4000 уписа годишње у школу језика, преко 1350 пријава годишње за полагање делф испита, више од петсто ученика у седам двојезичних франкофоних одељења и преко четрдесет стипендија годишње за мастер и докторске студије.